# 默伦贝克 (路德维希斯卢斯特-帕尔希姆县)
默伦贝克（德語：Möllenbeck）是德国梅克伦堡-前波美拉尼亚州的市镇，隶属于路德维希斯卢斯特-帕尔希姆县，总面积为19.2平方千米，截至2020年总人口为178人。